# Торецкое (Добропольский район)
Торецкое (укр. Торецьке) — село на Украине, находится в Добропольском районе Донецкой области.
Население по переписи 2001 года составляет 350 человек. Почтовый индекс — 85050. Телефонный код — 6277.

## История
В 1957 г. решением Сталинского облисполкома переименовано село Ворошиловка, Ворошиловского сельского Совета, Добропольского района — в село Торецкое и сельский Совет Торецкий.

## Адрес местного совета
85050, Донецкая область, Добропольский р-н, с. Октябрьское, ул.Октябрьская, 14